# The Woman You Love
"The Woman You Love" é uma canção da cantora norte-america Ashanti com participação do rapper Busta Rhymes, gravada para seu quinto álbum de estúdio Braveheart. A canção foi composta pela própria artista e por Busta Rhymes, sua produção foi realizada por Jerry Wonda.

## Avaliação da crítica
A música recebeu uma avaliação positiva da crítica. Trent Fitzgerald do site Popcrush afirmou que "esta canção é um grande começo para Ashanti" e manifestou seu interesse em ouvir as canções que ela irá criar em 2012, agora que ela é uma mulher independente. O The Prophet Blog publicou que "Ashanti voltou ao básico em seu primeiro lançamento independente", afirmando que a canção é "incrivelmente revigorante"  e relembra o "hip-hop dos anos 90", em um tempo onde "a maioria dos rappers estão colaborando com David Guetta e RedOne".

## Videoclipe
No dia 28 de janeiro de 2012, Ashanti iniciou as filmagens do clipe da canção. O ator e modelo Marcus Patrick foi convidado pela cantora para ser o protagonista na história do videoclipe.

## Faixas e formatos
| Download digital |                                         |         |  |
| N.º              | Título                                  | Duração |  |
| 1.               | "The Woman You Love" (com Busta Rhymes) | 3:15    |  |

## Desempenho
| Tabelas musicais (2012)                        | Melhor posição |
| ---------------------------------------------- | -------------- |
| Coreia do Sul - Gaon Music Chart Internacional | 77             |
| Estados Unidos - Billboard R&B/Hip-Hop Songs   | 59             |

## Histórico de lançamento
| País                 | Data                   | Formato          | Gravadora                         |
| -------------------- | ---------------------- | ---------------- | --------------------------------- |
| Reino Unido          | 13 de dezembro de 2011 | Download digital | Written Entertainment, eOne Music |
| Austrália            | 15 de dezembro de 2011 | Download digital | Written Entertainment, eOne Music |
| Brasil               | 15 de dezembro de 2011 | Download digital | Written Entertainment, eOne Music |
| Canadá               | 15 de dezembro de 2011 | Download digital | Written Entertainment, eOne Music |
| Chile                | 15 de dezembro de 2011 | Download digital | Written Entertainment, eOne Music |
| Colômbia             | 15 de dezembro de 2011 | Download digital | Written Entertainment, eOne Music |
| Costa Rica           | 15 de dezembro de 2011 | Download digital | Written Entertainment, eOne Music |
| Equador              | 15 de dezembro de 2011 | Download digital | Written Entertainment, eOne Music |
| El Salvador          | 15 de dezembro de 2011 | Download digital | Written Entertainment, eOne Music |
| Estados Unidos       | 15 de dezembro de 2011 | Download digital | Written Entertainment, eOne Music |
| Guatemala            | 15 de dezembro de 2011 | Download digital | Written Entertainment, eOne Music |
| Honduras             | 15 de dezembro de 2011 | Download digital | Written Entertainment, eOne Music |
| Japão                | 15 de dezembro de 2011 | Download digital | Written Entertainment, eOne Music |
| México               | 15 de dezembro de 2011 | Download digital | Written Entertainment, eOne Music |
| Nicarágua            | 15 de dezembro de 2011 | Download digital | Written Entertainment, eOne Music |
| Nova Zelândia        | 15 de dezembro de 2011 | Download digital | Written Entertainment, eOne Music |
| Panamá               | 15 de dezembro de 2011 | Download digital | Written Entertainment, eOne Music |
| Paraguai             | 15 de dezembro de 2011 | Download digital | Written Entertainment, eOne Music |
| Peru                 | 15 de dezembro de 2011 | Download digital | Written Entertainment, eOne Music |
| República Dominicana | 15 de dezembro de 2011 | Download digital | Written Entertainment, eOne Music |
| Venezuela            | 15 de dezembro de 2011 | Download digital | Written Entertainment, eOne Music |
| Argentina            | 16 de dezembro de 2011 | Download digital | Written Entertainment, eOne Music |
| Estados Unidos       | 24 de janeiro de 2012  | Urban/UAC        | Written Entertainment, eOne Music |